# 魔鬼
魔鬼，也称为惡魔或简稱魔，是指危害人的超自然存在，各種宗教及民間信仰都有其概念。通常指宗教里的反派角色，和一些传说里招致厄事的存在包括恶神和怀怨抱恨的灵体。其英语词语devil，源自希腊语的diabolos。本身有指包括魔王在内恶的根源，以及其毫下的众恶存在的意思。

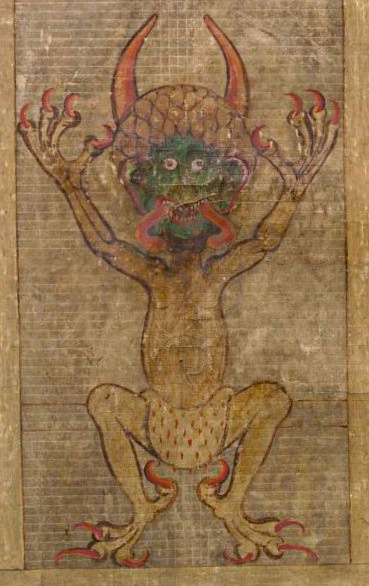
魔鬼聖經上所描繪的惡魔。

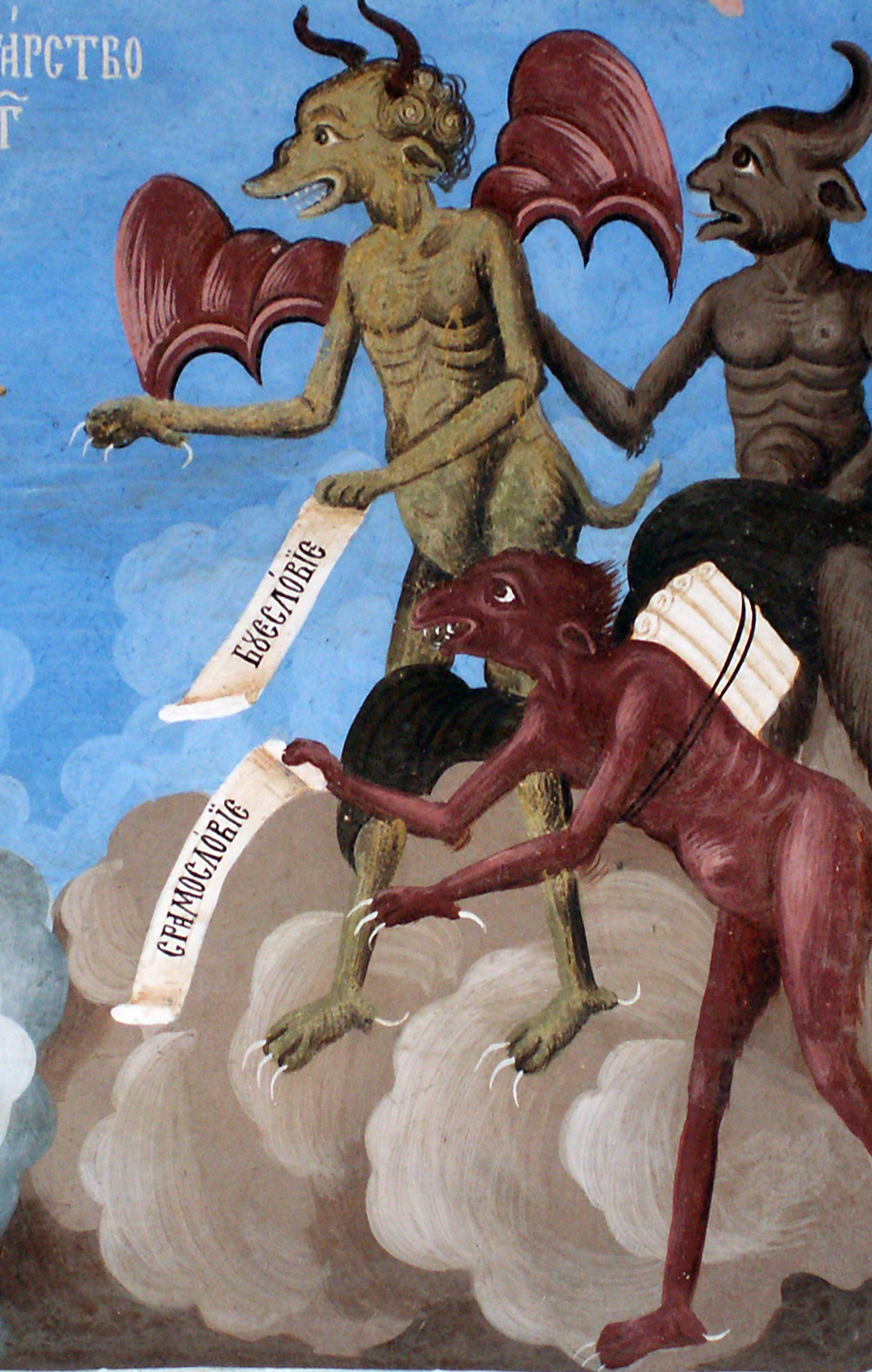
里拉修道院壁畫上的魔鬼。

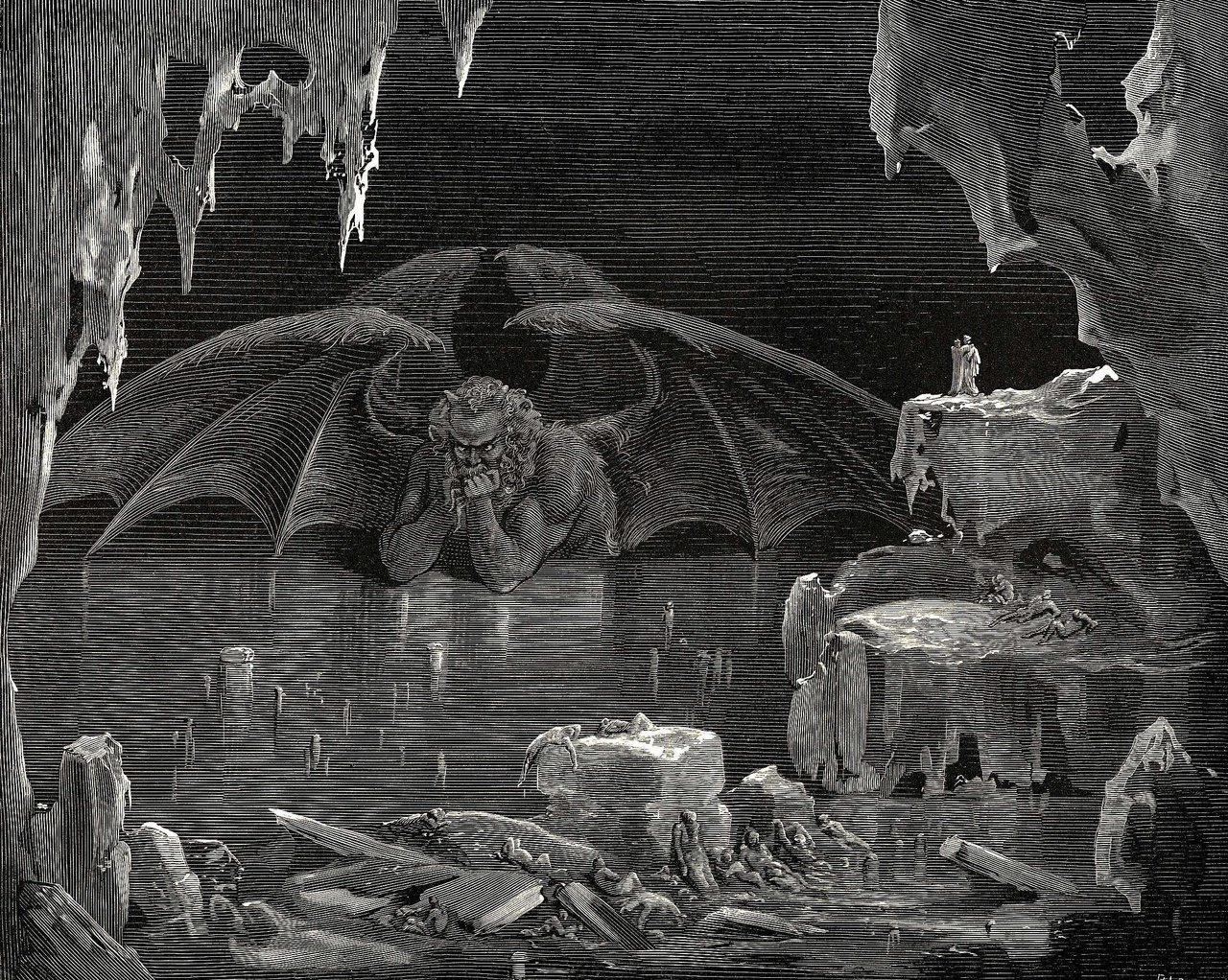
但丁《神曲》裡所描繪的最下層地獄，也就是第9層地獄，而畫裡面的是代表為哀嘆之河的希臘神話人物科基托斯（Cocytus）（古斯塔夫·多雷画）

## 宗教觀點

### 犹太教和基督教

#### 起源
同屬一神教的猶太教和基督教裡，一些惡魔是由天使演變而來，一些天使因為背叛上帝被逐出天堂。
犹太教与基督教中的魔鬼来源于犹太人的圣经，也就是基督教的旧约。原文的意思是毁谤者，也指撒旦，是一个与上帝对抗的大能的灵体。因此在犹太教和基督教圣典中这个词具有单一指代意义。然而在其它文化中，魔鬼的含义有所变化，但是普遍认为，这个词含有贬义成分。
很久以来，思想家就对罪恶的起源深感兴趣。詹姆斯·黑斯廷斯所编的《圣经词典》说：“在人类开化初期，人们就意识到自己被一些无法控制的力量左右，这些力量给人带来伤害和破坏。”这本词典也说：“早期的人类凭本能寻找这些力量的来源，认为这些力量来自某些个体，很多自然现象也是这些个体造成的。”
历史学家认为，有关鬼魔和邪灵的信仰可以追溯到美索不达米亚的早期历史。古代的巴比伦人相信地下世界，也就是所谓的“不归之地”，是由尼甲神统治的。尼甲是一个残暴的神，以专职焚烧人而知名。巴比伦人也害怕邪灵，他们以念咒来安抚邪灵。在埃及神话中，賽特是罪恶之神，“被描绘成样子像怪兽，长着细长弯曲的鼻子、宽阔平直的耳朵、僵直分叉的尾巴”。
犹太教直截了当地说撒旦是上帝的仇敌，是他带来了罪。但是多个世纪后，这个主张受到异教观念影響而改變。《犹太百科全书》说：“到公元前最后几百年，情况已发生巨大变化。在这段时期，犹太教……采纳了许多来自二元论（即世界由善恶两种对立的法则控制）的主张，认为在天上和地上，代表虚假和丑恶的强大力量正与上帝以及代表真实和美善的力量抗衡。看来这是受波斯人宗教影响的结果。”《简明犹太百科全书》声称：“遵守诫命以及使用护身符，可以使人免受邪灵伤害。”

#### 基督教神学中的发展
犹太教在有关撒旦和邪灵的主张方面采纳并非来自圣经的观点，三世纪以后的基督教变本加厉，继续提倡没有圣经根据的道理。《综合圣经辞典》说：“一个比较极端的古代神学观点是：上帝付赎金给撒旦以救赎他的子民。”这个观点是伊里奈乌斯（公元2世纪）提出的，并由奥利金（公元3世纪）加以发展。奥利金声称，“魔鬼已获得主宰人类的合法权力”，并指出“基督牺牲生命……作为付给魔鬼的赎价”。
正如《天主教百科全书》说，“有一千年左右的时间，［赎价付给魔鬼的观点］在神学历史上盛行一时”，成为教会信仰的一部分。其他教父，包括奥古斯丁（公元4～5世纪）在内，都采纳了这个赎价付给魔鬼的观点。直到公元12世纪，天主教神学家安塞姆和阿伯拉尔才断定，基督牺牲生命所献的赎价是给上帝而不是给撒旦的量正与上帝以及代表真实和美善的力量抗衡。看来这是受波斯人宗教影响的结果。”《简明犹太百科全书》声称：“遵守诫命以及使用护身符，可以使人免受邪灵伤害。”
另外，根据天主教传统，上帝创造了天使，但是部分天使由于骄傲，有三分之一的天使堕落，和上帝为敌，在世界诱惑人类，成为了人们口中的魔鬼。其中領導的堕落天使叫做撒但。这个说法没有圣经正典的依据。
註：
1. 默示錄（基督教譯作啟示錄）第十二章第九節，大龍即遠古的蛇，號稱魔鬼/撒殫，三分之一的星辰則沒有明示代表什麼。這是聖經的出處。
2. 有關堕落天使的說法是源於現時稱之為“偽經”（或叫作“參考經”）、“以諾書”（Book of Enoch）。故事提及上帝造“亞當”後要求眾天使敬拜，但部分天使認為“亞當”（人類）只是受造者，地位上沒有理由比衪們高，因而引起不滿，由撒但為首發動叛變。

#### 欧洲中世纪的基督教
值得注意的是，历次天主教会议大都对魔鬼这个话题避而不谈。但在公元1215年，第四次拉特朗会议发表了一份文件，其中第一条款说：“魔鬼和其他邪灵受造时本被上帝赋予向善的本性，但他们自甘堕落，变为邪恶。”又说，魔鬼和邪灵正不遗余力地迷惑人类。在中世纪，这种观点使许多人深受影响。任何看来异乎寻常的事情，例如原因不明的疾病、突发的死亡、不佳的收成等，都被指是魔鬼引起的。公元1233年，教宗格列高利九世颁发了数道针对异端的训令，其中一道是针对路济弗尔（人们认为魔鬼撒但堕落以前名叫路济弗尔和路西法）信徒的，这些人被认定是崇拜撒但的。
由于相信人会被魔鬼或邪灵控制，这种想法很快就引起普遍恐慌，人们对魔法和巫术的恐惧达到歇斯底里的地步。从13到17世纪，对巫术的恐惧席卷整个欧洲，波及欧洲大国的殖民地北美洲。甚至基督新教领袖马丁·路德和约翰·加尔文也赞同搜捕行巫术者。由宗教裁判所对这些人进行审判，后来成为皇室贵族争夺利益与报复对手的工具。利用流言蜚语或恶意告发，就对被疑为异端的人进行审讯，用酷刑屈打成招的情况屡见不鲜。
被认定有罪的人会处以火刑，在英格兰和苏格兰则会被绞死。关于受害人的数目，《世界图书百科全书》说：“历史上很多人认为，从1484到1782年，基督教会把大约三十万人以行巫术的罪名处死。”

#### 现代的犹太教和基督教社会
到了18世纪，理性思潮大为流行，这就是人们熟知的启蒙运动。《不列颠百科全书》说：“在启蒙运动中，哲学家与神学家设法把魔鬼的形象从意识观念中抹去，认为魔鬼不过是中世纪神话虚构出来的东西。”罗马天主教会对此作出回响，在第一次梵蒂岡大公會議（1869-1870）上确认教会相信魔鬼撒但的存在，在第二次梵蒂岡大公會議（1962-1965）上重申这一点，不过语气温和多了。
正如《新天主教百科全书》说，教会的官方声称：“教会坚信天使和邪灵的存在。”不过，法国天主教辞典《神》承认，“今天很多基督徒并不认为魔鬼是造成世间恶事的罪魁祸首”。近年来，天主教神学家们采取折衷办法，小心翼翼地在天主教官方教义和现代思潮之间，保持不偏不倚的态度。《不列颠百科全书》说：“自由主义基督教神学倾向于把圣经里对撒但的描述，当成对邪恶的一种‘拟人化描绘’，认为撒但并非真正存在，只是虚构出来，象征宇宙中的邪恶情况和程度而已。”论到基督新教的看法，这本百科全书又说：“现代自由主义基督新教信仰倾向于否认魔鬼是一个实际存在的灵体。”然而基督徒不应该把圣经里对撒但的描述看为对邪恶的一种“拟人化描绘”。

#### 犹太教和基督教中的别称
- 魔鬼：英文中的「devil」和「demon」都可中譯做魔鬼，但當以大寫字母開頭的「Devil」表示時，則屬專有名詞，指那唯一的魔王撒旦。「demon」來自希臘語中的「daimon」，原意為「神」，後來被貶低使用，以表示鬼王的奴僕[13]。魔鬼一詞有説讒言，中傷人，誹謗者，惡魔之意[14]。
- 撒旦：原為希伯來人和亞蘭人所使用的魔鬼名稱，新約時代仍用此名。原為反對者，敌对之意，希臘文之英譯為 [15]。有說稱撒旦原為侍奉神的天使，但受想超越神的野心而墮落變成魔鬼。
- 古蛇：原為希臘文，英譯為Ophis，原意是蛇。聖經以蛇來表徵魔鬼[16]。
- 大龍：希伯來語，英譯為Tannin，有殘忍，吞噬之意。中譯有野狗[17]，大魚[18]，大蛇[19]等。新約希臘語英譯為，中文譯為龍[20]。此處所指之龍，與中國傳說之龍當然不相同。
- 魔鬼的其他名稱如：惡者[21]，污穢的靈[22]，世界的王，世界的神[23]，邪靈，仇敵[24]等。

### 佛教
佛教“惡魔”詞語源自梵語的“魔羅”，指妨礙修行者得悟的惡神。
佛教之「魔」有兩種：第一是指魔羅神波旬及其眷屬，波旬即第六天魔王，是居於天界第六天（他化自在天）之天人，以世人的五欲樂爲自身之樂趣，故喜歡阻礙修行者修道，以免修道者自絕于欲樂。典籍記載其曾對悟道前之釋迦摩尼佛施以誘惑和阻礙。第二種是泛指阻礙修行者悟道之有形無形外在內在事物、障礙、擾亂、破壞，又稱“魔障”。
實際上，漢字“魔”最初就是來源於佛教對魔羅名字的音譯，初譯“麻羅”，後給“麻”加上鬼字旁作“魔”，讀音也從中古時的ma流變爲現代的mo。魔羅的意譯便是障礙、破壞等。
亞伯拉罕一神教一般認為居住在地獄的撒旦爲地獄王，佛教則認為在地獄之主爲閻魔王，並非害人的惡魔，而是審判賞罰下到幽冥地獄的罪人的管理者，在印度神話中閻魔法王最初是兩兄妹。
同时，佛教也认为世间存在多种多样的鬼怪精魅，他们大多归属于饿鬼道和畜生道，是六道众生之种类，其中大部分存在害人、吃人的习惯和变化施法的能力。如地狱中也有负责惩罚罪人的鬼差役；夜叉鬼会吃人；富单那鬼食人精气，会导致鬼压床。但部分信奉佛教者会成为护法神，转而保护人类。

### 古伊朗琐罗亚斯德教
跟善神對立，行各種惡的惡魔概念，本身源自古波斯的琐罗亚斯德教。
伊朗的琐罗亚斯德教相信，至高主宰阿胡拉·玛兹达（善神）创造了阿里曼（恶神），后者自行作恶，从而成为毁灭之神。

## 民俗文化觀點
希腊和罗马诸神有善有恶，却没有一个操纵一切的罪恶之神。两地的哲学家都主张世上存在两种相互对立的法则。恩培多克勒认为“爱”与“斗争”这两种力量相互作用；柏拉图则认为世上有两种精神，分别是善和恶的本源。乔治·米努瓦在《魔鬼》一书中说：“古希腊和古罗马的异教信仰并不主张有魔鬼存在。”

### 東亞

#### 中國
中國原始信仰體系中，人死後靈魂變為鬼，下到黃泉冥界。儒家認為“不言怪力亂神”，對鬼神之事並不關心。在佛、道教的影響下，中國有了與現今的魔、鬼近似的概念。“魔鬼”一詞在古書中曾有提到，意義接近於害人的鬼怪，也比喻邪惡的人物。
例如：
- 《南史卷七·梁本紀中第七》：帝曰：「斯魔鬼也。酉應見卯，金來克木，卯爲陰賊。鬼而帶賊，非魔何也。孰爲致之？酉爲口舌，當乎說位。說言乎兌，故知善言之口，宜前爲法事。」
- 前蜀 韦庄 《秦妇吟》：“旋教魔鬼傍乡村，诛剥生灵过朝夕。”

#### 日本
日本戰國時代的大名織田信長的外號為第六天魔王。
而日本“悪魔”词语原本用来指印度魔罗，而中国翻译梵语成中文佛经，便用恶魔来称呼魔罗。在日本一些招灾致祸的恶妖也会被叫恶魔。而日本原本也没有专门对应恶魔的词汇，恶魔词语对日本原本也属于外来用语。

## 在流行文化中

### 相关作品
- 青之驅魔師
- 魔間行者
- 地狱男孩
- 最終幻想
- 真女神轉生
- 恶魔君
- 圣魔大战
- 恶魔猎人
- Hallucination Ringdom
- 歌德《浮士德》中的梅菲斯托費勒斯
- 约翰·弥尔顿《失樂園》
- 向達倫《魔域大冒險》
- 《大法師》
- 《凶兆 (電影)》（シリーズ）
- 幻法小魔星（まじかる☆タルるートくん）江川达也的漫画。
- 惡魔人
- 魔界王子
- 黑執事
- 惡魔高校D×D
- 噬血狂襲
- 第8號當舖
- 鐵拳系列
- 入間同學入魔了
- 紅/赤色惡魔（一款港鐵列車嘅俗稱）
- 進擊的巨人
- 链锯人
- 《禁忌女孩》系列
- OVERLORD
- 毀滅戰士系列
- 淪落者之夜
- 假面騎士REVICE

## 参看
- 妖怪
- 鬼
- 魔王
- 宗教
- 天使
- 惡魔列表
- 怪物
- 魔界